# Olaf Merkel
Olaf Merkel (* 31. August 1962) ist ein ehemaliger deutscher Radrennfahrer, der in der DDR aktiv war.

## Sportliche Laufbahn
Merkel war im Straßenradsport aktiv. Er gewann zwei der traditionsreichsten deutschen Eintagesrennen. 1987 siegte er bei Berlin–Leipzig, 1990 gewann er Rund um Berlin vor Artūras Kasputis. Weitere Siege holte er im Dynamo-Cup 1982 und 1985, bei Rund um Süptitz 1982, in der Rennserie Lausitz-Cup 1985. 1991 gewann er den Prolog und eine Etappe der Polen-Rundfahrt. Zweiter wurde Merkel bei Berlin–Magdeburg 1981, bei der Eisenbahnerweltmeisterschaft (USIC) 1986. 1981 wurde er Dritter bei Rund um Berlin.
In der DDR-Rundfahrt wurde er 1982 50., 1983 51., 1984 25., 1985 7., 1986 40. und 1987 34. der Gesamtwertung. Mit der Nationalmannschaft bestritt er mehrfach die Polen-Rundfahrt und die Rumänien-Rundfahrt. Merkel startete für den SC DHfK Leipzig.